# Liga Europy UEFA (2020/2021)/Faza kwalifikacyjna (ścieżka mistrzowska)
Artykuł prezentuje szczegółowe dane dotyczące rozegranych meczów, które miały na celu wyłonienie 8 drużyn piłkarskich, które wezmą udział w fazie grupowej Ligi Europy UEFA 2020/2021. Faza kwalifikacyjna trwała od 17 września do 1 października 2020.

## Terminarz
| Faza         | Runda                        | Data losowania   | Data Meczu          |
| ------------ | ---------------------------- | ---------------- | ------------------- |
| Kwalifikacje | Druga runda kwalifikacyjna   | 31 sierpnia 2020 | 17 września 2020    |
| Kwalifikacje | Trzecia runda kwalifikacyjna | 1 września 2020  | 24 września 2020    |
| Play-off     | Play-off                     | 18 września 2020 | 1 października 2020 |

## II runda kwalifikacyjna
Do startu w II rundzie kwalifikacyjnej uprawnionych było 20 drużyn (17 z I rundy kwalifikacji Ligi Mistrzów i 3 z rundy wstępnej kwalifikacji Ligi Mistrzów), z czego 10 było rozstawionych;

### Podział na koszyki
Zespoły podzielono na 3 koszyki. Za rozstawione drużyny uznano zespoły, które odpadły w I rundzie kwalifikacyjnej Ligi Mistrzów UEFA, natomiast za nierozstawione uznano zespoły, które odpadły w Rundzie wstępnej kwalifikacji Ligi Mistrzów UEFA.
| Grupa 1                | Grupa 1 |
| ---------------------- | ------- |
| Drużyny rozstawione    |         |
| Drużyna                |         |
| Dundalk F.C.           |         |
| Slovan Bratysława      |         |
| Linfield F.C.          |         |
| KuPS Kuopio            |         |
| Floriana FC            |         |
| Drużyny nierozstawione |         |
| Drużyna                |         |
| Inter Club d’Escaldes  |         |

| Grupa 2                | Grupa 2 |
| ---------------------- | ------- |
| Drużyny rozstawione    |         |
| Drużyna                |         |
| Djurgårdens IF         |         |
| Flora Tallinn          |         |
| Riga FC                |         |
| Europa FC              |         |
| KR                     |         |
| Drużyny nierozstawione |         |
| Drużyna                |         |
| SP Tre Fiori           |         |

| Grupa 3                   | Grupa 3 |
| ------------------------- | ------- |
| Drużyny rozstawione       |         |
| Drużyna                   |         |
| FK Astana                 |         |
| Fola Esch                 |         |
| Dinamo Tbilisi            |         |
| Budućnost Podgorica       |         |
| Connah’s Quay Nomads F.C. |         |
| Ararat-Armenia            |         |
| Siłeks Kratowo            |         |
| Drużyny nierozstawione    |         |
| Drużyna                   |         |
| Drita Gnjilane            |         |

### Pary II rundy kwalifikacyjnej
| Drużyna 1                 | Wynik        | Drużyna 2           |
| ------------------------- | ------------ | ------------------- |
| Inter Club d’Escaldes     | 0:1          | Dundalk F.C.        |
| KuPS Kuopio               | 1:1 (k. 4:3) | Slovan Bratysława   |
| Linfield F.C.             | 0:1          | Floriana FC         |
| Riga FC                   | 1:0          | SP Tre Fiori        |
| Djurgårdens IF            | 2:1          | Europa FC           |
| Flora Tallinn             | 2:1          | KR                  |
| Siłeks Kratowo            | 0:2          | Drita Gnjilane      |
| FK Astana                 | 0:1          | Budućnost Podgorica |
| Ararat-Armenia            | 4:3 (dogr.)  | Fola Esch           |
| Connah’s Quay Nomads F.C. | 0:1          | Dinamo Tbilisi      |

### Mecze
| 117 września 2020 | Inter Club d’Escaldes | 0:1   | Dundalk F.C. |                                                                             |
| 19:30 CEST        |                       | (0:0) | 15' McMillan | Estadi Comunal d’Andorra la Vella, Andora Widzów: 0 Sędzia: Viktor Shimusik |

| 217 września 2020 | KuPS Kuopio                                          | 1:1 (pd.)               | Slovan Bratysława                             |                                                       |
| 17:30 CEST        | Udoh 120+1'                                          | (0:0, 0:0, 0:0, k. 4:3) | 112' Medved                                   | Magnum Areena, Kuopio Widzów: 0 Sędzia: Volen Chinkov |
| 17:30 CEST        | · Pennanen · Udoh · Niskanen · Tomás · Adjei-Boateng | Rzuty karne             | · De Marco · Ožbolt · De Kamps · Ratão · Nono | Magnum Areena, Kuopio Widzów: 0 Sędzia: Volen Chinkov |

| 317 września 2020 | Linfield F.C. | 0:1   | Floriana FC |                                                     |
| 20:45 CEST        |               | (0:1) | 10' García  | Windsor Park, Belfast Widzów: 0 Sędzia: David Munro |

| 418 września 2020 | Riga FC      | 1:0   | SP Tre Fiori |                                                                     |
| 09:00 CEST        | Pedrinho 58' | (0:0) |              | Stadion Skonto, Ryga Widzów: 0 Sędzia: Kári Jóannesarson Á Høvdanum |

| 517 września 2020 | Djurgårdens IF                  | 2:1   | Europa FC    |                                                             |
| 19:00 CEST        | Edwards 43' · Ulvestad 70' (k.) | (1:0) | 58' Gallardo | Tele2 Arena, Sztokholm Widzów: 0 Sędzia: Stéphanie Frappart |

| 617 września 2020 | Flora Tallinn              | 2:1   | KR              |                                                             |
| 18:30 CEST        | Sappinen 8' · Lilander 38' | (2:0) | 76' Finnbogason | A. Le Coq Arena, Tallinn Widzów: 0 Sędzia: Sigurd Kringstad |

| 717 września 2020 | Siłeks Kratowo | 0:2 | Drita Gnjilane                 |                                                                          |
| 20:00 CEST        |                |     | 49' (k.) Gërbeshi · 81' Limani | Nacionałna Arena „Tosze Proeski”, Skopje Widzów: 0 Sędzia: Andrew Madley |

| 817 września 2020 | FK Astana | 0:1   | Budućnost Podgorica |                                                                      |
| 16:00 CEST        |           | (0:1) | 26' Terzić          | Stadion Centralny w Ałmaty, Ałmaty Widzów: 0 Sędzia: Dumitri Muntean |

| 917 września 2020 | Ararat-Armenia                                              | 4:3 (pd.)       | Fola Esch                            |                                                                                    |
| 16:00 CEST        | Martínez 18' · Lima 90+2' (k.), 90+5' (k.) · Wakułenko 114' | (1:1, 3:3, 3:3) | 20' Pimentel · 57' Bensi · 82' Hadji | Stadion Republikański im. Wazgena Sarkisjana, Erywań Widzów: 0 Sędzia: Enea Jorgji |

| 1017 września 2020 | Connah’s Quay Nomads F.C. | 0:1   | Dinamo Tbilisi      |                                                            |
| 20:00 CEST         |                           | (0:0) | 90+8' (k.) Gabedawa | Racecourse Ground, Wrexham Widzów: 0 Sędzia: Alain Durieux |

## III runda kwalifikacyjna
Do startu w III rundzie kwalifikacyjnej uprawnionych będzie 18 drużyn (10 z poprzedniej rundy i 8 z II rundy kwalifikacji Ligi Mistrzów w ścieżce mistrzowskiej), z czego 8 będzie rozstawionych;

### Podział na koszyki
Zespoły podzielono na 3 koszyki. Za rozstawione drużyny uznano zespoły, które odpadły w II rundzie kwalifikacyjnej Ligi Mistrzów UEFA, natomiast za nierozstawione uznano zespoły, które awansowały w II rundzie kwalifikacji.
Oznaczenia:
| Drużyny, które awansowały z II rundy eliminacyjnej. |

| Drużyny, które zaczęły rywalizację od III rundy eliminacyjnej. |

| Grupa 1                | Grupa 1 |
| ---------------------- | ------- |
| Drużyny rozstawione    |         |
| Drużyna                |         |
| Sheriff Tyraspol       |         |
| FK Sarajevo            |         |
| NK Celje               |         |
| Drużyny nierozstawione |         |
| Drużyna                |         |
| Budućnost Podgorica    |         |
| Dundalk F.C.           |         |
| Ararat-Armenia         |         |

| Grupa 2                | Grupa 2 |
| ---------------------- | ------- |
| Drużyny rozstawione    |         |
| Drużyna                |         |
| Celtic                 |         |
| Legia Warszawa         |         |
| Sūduva Mariampol       |         |
| Drużyny nierozstawione |         |
| Drużyna                |         |
| KuPS Kuopio            |         |
| Riga FC                |         |
| Drita Gnjilane         |         |

| Grupa 3                | Grupa 3 |
| ---------------------- | ------- |
| Drużyny rozstawione    |         |
| Drużyna                |         |
| CFR Cluj               |         |
| KÍ Klaksvík            |         |
| Drużyny nierozstawione |         |
| Drużyna                |         |
| Dinamo Tbilisi         |         |
| Djurgårdens IF         |         |
| Floriana FC            |         |
| Flora Tallinn          |         |

### Pary III rundy kwalifikacyjnej
| Drużyna 1        | Wynik        | Drużyna 2           |
| ---------------- | ------------ | ------------------- |
| FK Sarajevo      | 2:1          | Budućnost Podgorica |
| Sheriff Tyraspol | 1:1 (k. 3:5) | Dundalk F.C.        |
| Ararat-Armenia   | 1:0 (dogr.)  | NK Celje            |
| Riga FC          | 0:1          | Celtic              |
| KuPS Kuopio      | 2:0          | Sūduva Mariampol    |
| Legia Warszawa   | 2:0          | Drita Gnjilane      |
| KÍ Klaksvík      | 6:1          | Dinamo Tbilisi      |
| Djurgårdens IF   | 0:1          | CFR Cluj            |
| Floriana FC      | 0:0 (k. 2:4) | Flora Tallinn       |

### Mecze
| 124 września 2020 | FK Sarajevo           | 2:1 | Budućnost Podgorica |                                                           |
| 20:00 CEST        | Tatar 4' · Fanimo 67' |     | 44' Moraitis        | Bilino Polje, Zenica Widzów: 0 Sędzia: José María Sánchez |

| 224 września 2020 | Sheriff Tyraspol                  | 1:1 (pd.)               | Dundalk F.C.                                   |                                                                |
| 20:00 CEST        | Posmac 8'                         | (1:1, 1:1, 1:1, k. 3:5) | 45+1' Murray                                   | Stadion Sheriff, Tyraspol Widzów: 0 Sędzia: Ałeksandar Stawrew |
| 20:00 CEST        | · Kapić · Obilor · Veloso · Parra | Rzuty karne             | · Čolović · Hoban · Hoare · McEleney · Shields | Stadion Sheriff, Tyraspol Widzów: 0 Sędzia: Ałeksandar Stawrew |

| 324 września 2020 | Ararat-Armenia | 1:0 (pd.)       | NK Celje |                                                                                    |
| 16:00 CEST        | Wakułenko 111' | (0:0, 0:0, 0:0) |          | Stadion Republikański im. Wazgena Sarkisjana, Erywań Widzów: 0 Sędzia: John Beaton |

| 424 września 2020 | Riga FC | 0:1   | Celtic          |                                                        |
| 19:00 CEST        |         | (0:0) | 90' Elyounoussi | Skonto Stadium, Ryga Widzów: 0 Sędzia: Fabio Verissimo |

| 524 września 2020 | KuPS Kuopio               | 2:0   | Sūduva Mariampol |                                                               |
| 17:30 CEST        | Rangel 31' · Tarasovs 72' | (1:0) |                  | Magnum Areena, Kuopio Widzów: 0 Sędzia: Manuel Schüttengruber |

| 624 września 2020 | Legia Warszawa            | 2:0   | Drita Gnjilane |                                                                    |
| 20:30 CEST        | Wszołek 24' · Pekhart 43' | (2:0) |                | Stadion Wojska Polskiego, Warszawa Widzów: 0 Sędzia: Halis Özkahya |

| 724 września 2020 | KÍ Klaksvík                                                                     | 6:1   | Dinamo Tbilisi |                                                            |
| 20:00 CEST        | Pavlović 22' · P. Johannesen 58' · Klettskarð 60', 69', 73' · J. Johannesen 85' | (1:0) | 71' Pernambuco | Tórsvøllur, Thorshavn Widzów: 0 Sędzia: Thorvaldur Árnason |

| 824 września 2020 | Djurgårdens IF | 0:1 | CFR Cluj     |                                                             |
| 19:00 CEST        |                |     | 55' Vinícius | Tele2 Arena, Sztokholm Widzów: 0 Sędzia: Bartosz Frankowski |

| 924 września 2020                   | Floriana FC | 0:0 (pd.)                                   | Flora Tallinn |                                                           |
|                                     |             | (0:0, 0:0, 0:0, k. 2:4)                     |               | Ta’ Qali Stadium, Ta’ Qali Widzów: 0 Sędzia: Irfan Peljto |
| · Keqi · Venancio · Adan · Busuttil | Rzuty karne | · Lilander · Kreida · Poom · Kuusk · Liivak |               | Ta’ Qali Stadium, Ta’ Qali Widzów: 0 Sędzia: Irfan Peljto |

## Runda play-off
Do startu w rundzie play-off uprawnionych będzie 16 drużyn (9 z poprzedniej rundy, 5 z III rundy kwalifikacji Ligi Mistrzów w ścieżce mistrzowskiej oraz 2 z II rundy kwalifikacji Ligi Mistrzów w ścieżce mistrzowskiej), z czego 5 będzie rozstawionych;
Oznaczenia:
| Drużyny, które awansowały z III rundy eliminacyjnej. |

| Drużyny, które zaczęły rywalizację od rundy play-off. |

### Podział na koszyki
Zespoły podzielono na 3 koszyki. Za rozstawione drużyny uznano zespoły, które odpadły w III rundzie kwalifikacyjnej Ligi Mistrzów UEFA, natomiast za nierozstawione uznano zespoły, które awansowały w III rundzie kwalifikacji oraz drużyny które uzyskały wolny los w III rundzie kwalifikacji.
| Grupa 1                | Grupa 1 |
| ---------------------- | ------- |
| Drużyny rozstawione    |         |
| Drużyna                |         |
| Dinamo Zagrzeb         |         |
| BSC Young Boys         |         |
| Drużyny nierozstawione |         |
| Drużyna                |         |
| CFR Cluj               |         |
| KuPS Kuopio            |         |
| Flora Tallinn          |         |
| KF Tirana              |         |

| Grupa 2                | Grupa 2 |
| ---------------------- | ------- |
| Drużyny rozstawione    |         |
| Drużyna                |         |
| FK Crvena zvezda       |         |
| Dynama Brześć          |         |
| Drużyny nierozstawione |         |
| Drużyna                |         |
| Celtic                 |         |
| Łudogorec Razgrad      |         |
| FK Sarajevo            |         |
| Ararat-Armenia         |         |

| Grupa 3                | Grupa 3 |
| ---------------------- | ------- |
| Drużyny rozstawione    |         |
| Drużyna                |         |
| Qarabağ FK             |         |
| Drużyny nierozstawione |         |
| Drużyna                |         |
| Legia Warszawa         |         |
| Dundalk F.C.           |         |
| KÍ Klaksvík            |         |

### Pary rundy play-off
| Drużyna 1      | Wynik | Drużyna 2         |
| -------------- | ----- | ----------------- |
| BSC Young Boys | 3:0   | KF Tirana         |
| Dinamo Zagrzeb | 3:1   | Flora Tallinn     |
| CFR Cluj       | 3:1   | KuPS Kuopio       |
| Ararat-Armenia | 1:2   | FK Crvena zvezda  |
| Dynama Brześć  | 0:2   | Łudogorec Razgrad |
| FK Sarajevo    | 0:1   | Celtic            |
| Legia Warszawa | 0:3   | Qarabağ FK        |
| Dundalk F.C.   | 3:1   | KÍ Klaksvík       |

### Mecze
| 11 października 2020 | BSC Young Boys                 | 3:0   | KF Tirana |                                                                     |
| 20:30 CEST           | Fassnacht 42' · Nsame 52', 64' | (1:0) |           | Stade de Suisse Wankdorf, Berno Widzów: 0 Sędzia: Siergiej Karasiow |

| 21 października 2020 | Dinamo Zagrzeb                  | 3:1   | Flora Tallinn  |                                                   |
| 19:00 CEST           | Gavranović 11' · Ademi 26', 87' | (2:0) | 65' Sinyavskiy | Maksimir, Zagrzeb Widzów: 0 Sędzia: Ali Palabıyık |

| 31 października 2020 | CFR Cluj                      | 3:1   | KuPS Kuopio |                                                                                 |
| 18:30 CEST           | Rondón 5', 56' · Debeljuh 42' | (2:0) | 90+1' Udoh  | Stadion im. dr. Constantina Rădulescu, Kluż-Napoka Widzów: 0 Sędzia: Ivan Bebek |

| 41 października 2020 | Ararat-Armenia | 1:2   | FK Crvena zvezda           |                                                               |
| 19:00 CEST           | Lima 72'       | (0:1) | 45' Katai · 60' Falcinelli | Stadion GSP, Nikozja Widzów: 0 Sędzia: Anastasios Sidiropulos |

| 51 października 2020 | Dynama Brześć | 0:2   | Łudogorec Razgrad    |                                                             |
| 20:00 CEST           |               | (0:0) | 73' Manu · 79' Marín | Stadion Dynama Mińsk, Mińsk Widzów: 0 Sędzia: Slavko Vinčić |

| 61 października 2020 | FK Sarajevo | 0:1   | Celtic      |                                                       |
| 20:00 CEST           |             | (0:0) | 70' Édouard | Bilino Polje, Zenica Widzów: 0 Sędzia: Benoît Bastien |

| 71 października 2020 | Legia Warszawa | 0:3   | Qarabağ FK                            |                                                                     |
| 20:00 CEST           |                | (0:0) | 50' Andrade · 62' Zoubir · 70' Ozobić | Stadion Wojska Polskiego, Warszawa Widzów: 0 Sędzia: Tobias Stieler |

| 81 października 2020 | Dundalk F.C.                        | 3:1   | KÍ Klaksvík    |                                                          |
| 20:30 CEST           | Murray 33' · Cleary 48' · Kelly 79' | (1:0) | 66' Midtskogen | Aviva Stadium, Dublin Widzów: 0 Sędzia: Maurizio Mariani |